# Dominique Thorne
Dominique Thorne (New York, 1997. november 5. –) amerikai színésznő.
Legismertebb alakítása Riri Williams / Vasszív a Marvel-moziuniverzumban. A Júdás és a Fekete Messiás című filmben is szerepelt.

## Élete
1997. november 5-én született New Yorkban. Szülei Nerissa Guy és Navie Guy trinidadi bevándorlók. Két testvére van, Ky-Mani és Caleb.
A manhattani Professional Performing Arts Schoolba (PPAS) járt, ahol formálisan tanult drámát. Miután több egyetemre is jelentkezett mind akadémiai, mind művészeti programokra, Thorne a Cornell Egyetemet választotta. Mielőtt 2019 májusában diplomázott volna, tagja lett a Sphinx Head titkos végzősök kitüntető társaságának.

## Pályafutása
Első szerepe a Ha a Beale utca mesélni tudna című filmben szerepelt. 2021-ben a Júdás és a Fekete Messiás című filmben szerepelt. 2022-ben a Fekete Párduc 2. című filmben szerepelt. 2024-ben a Vasszív című sorozatban fog szerepelni.

## Filmográfia

### Filmek
| Év   | Magyar cím                    | Eredeti cím                    | Szerep                  | Magyar hang   |
| ---- | ----------------------------- | ------------------------------ | ----------------------- | ------------- |
| 2018 | Ha a Beale utca mesélni tudna | If Beale Street Could Talk     | Shelia Hunt             |               |
| 2021 | Júdás és a Fekete Messiás     | Judas and the Black Messiah    | Judy Harmon             | Nagy Katica   |
| 2022 | Fekete Párduc 2.              | Black Panther: Wakanda Forever | Riri Williams / Vasszív | Ladányi Júlia |

### Televízió
| Év   | Magyar cím     | Eredeti cím | Szerep                           | Megjegyzések                           |
| ---- | -------------- | ----------- | -------------------------------- | -------------------------------------- |
| 2024 | Mi lenne, ha…? | What If...? | Riri Williams / Vasszív (hangja) | 1 epizód magyar hangja Ladányi Júlia   |
| 2025 | Vasszív        | Ironheart   | Riri Williams / Vasszív          | főszereplő magyar hangja Ladányi Júlia |